# Bạch Vân Không Độ
Bạch Vân Không Độ (zh. 白雲智度 Baiyun Zhidu, 1 tháng 1 năm 1304 – 5 tháng 4 năm 1370), còn gọi là Bạch Vân Trí Độ, là Thiền sư Trung Quốc cuối đời Nguyên và đầu đời Minh, thuộc thế hệ thứ 20 tông Lâm Tế, thuộc phái Dương Kỳ và dòng Đoạn Kiều.
Sư họ Ngô, quê ở vùng Lệ Thủy, tỉnh Chiết Giang, mẹ là Diệp Thị. Năm 15 tuổi, Sư lễ Thiền sư Không Trung Giả ở Chùa Thiền Trí cầu xuất gia và thọ giới Cụ Túc. Sư chuyên tâm tu thiền, thực hành rất quyết liệt, bất kể lúc nào, nơi nào, ba năm Sư chẳng hề ngủ nghỉ. Sau Sư dựng Phúc Lâm Viện ở núi Bạch Vân để làm nơi tu tập và cần mẫn thâm nhập các Kinh Lăng Nghiêm, Viên Giác.
Trong quá trình tham học cầu pháp, Sư từng đến yết kiến nhiều vị Thiền sư nổi danh đương thời như Linh Nham Chi, Đoạn Nhai Nghĩa và đại ngộ dưới tòa của Thiền sư Vô Kiến Tiên Đổ sau 20 năm kể từ ngày bắt đầu học Thiền và được ấn khả. Kế đến sư yết kiến Thiền sư Vô Phương Phổ, Tiểu Ấn Đại Hân và được các vị này xác nhận đã đạt được ý chỉ sâu xa của Thiền tông. Niên hiệu Chí Chính thứ 4 (1344), Sư quay về Viện Phúc Lâm và cùng với vị Thiền tăng khác như Độc Chủng Đàm, Thành Sơn ngày đêm sách tấn lẫn nhau tiến tu, sợ rằng lui sụt đạo nghiệp.
Sau thời gian bảo nhậm công phu, sư bắt đầu khai pháp tại chùa này. Không lâu sau Sư lên núi Thiên Thai thăm Thiền sư Vô Kiến Tiên Đổ và nhận được truyền pháp. Sau khi tiên sư Tiên Đổ thị tịch, sư kế tiếp trụ trì chùa Hoa Đỉnh.
Năm thứ 24 (1364) niên hiệu Chí Chính, Sư được mời đến trụ trì Phổ Từ Tự, người học đến tham vấn có lúc lên đến 800 người.
Năm thứ 26 (1366) niên hiệu Chí Chính, Sư trụ trì tại Vũ Phong Tự.
Sư bình thường ít nói, nếu có người đến hỏi đạo thì Sư đem kinh nghiệm tu hành và chứng đạo của bản thân ra để chỉ dạy người. Sư cũng cấm đệ tử không được sưu tập hay ghi chép lại các lời thuyết dạy của sư nhưng có một vị tăng đã lén nhớ những bài pháp mà ông nghe được từ Sư và biên soạn thành sách. Từ sư đã đào tạo được một số đệ tử xuất gia ngộ được ý chỉ Thiền.
Năm Hồng Vũ thứ hai (1369), Vua Chu Nguyên Chương triệu tập các danh tăng trong thiên hạ về Kinh để tổ chức pháp sự. Sư tham dự xong thì trở về Hổ Bào rồi đến Hoa Đỉnh. Tháng hai năm này Sư có chút bệnh nên lại trở về Phúc Lâm. Đến ngày 5 tháng 4 năm 1370, Sư tắm rửa sạch sẽ, thay y phục, rồi viết kệ rằng:
Không có thế gian để từ
Không có môn đồ để biệt
Trong hư không rộng lớn
Đâu cần phải đóng cọc.
Viết kệ xong, Sư ném bút rồi thị tịch, thọ 67 tuổi, hạ lạp 52 năm. Đệ tử làm lễ trà tỳ thu nhặt được xá lợi năm màu, răng và tràng hạt vẫn còn nguyên không bị cháy. Môn đồ cất đình, xây tháp thờ xá lợi của sư ở phía Tây của chùa.